# Цветы зла
«Цветы зла» (фр. Les Fleurs du mal) — сборник стихотворений французского поэта-символиста Шарля Бодлера, выходивший с 1857 по 1868 год в трёх редакциях с различным объёмом. Первое издание привело к судебному процессу, в результате которого Бодлер был оштрафован за нарушение норм общественной морали и вынужден убрать из сборника шесть наиболее «непристойных» стихотворений.

## История создания
Датирование отдельных стихотворений, вошедших в сборник, часто осложнено или вовсе невозможно. По словам друзей Бодлера, большинство стихотворений были созданы с 1840 по 1850 год. Около половины всех произведений, вошедших в первое издание, были ранее опубликованы: в 1851 году одиннадцать стихов под общим заголовком Les Limbes (Лимб, один из кругов ада), в 1855 году ещё 18 стихотворений были напечатаны в Revue des Deux Mondes. Последние были опубликованы под названием Цветы зла, которое было придумано критиком и романистом Ипполитом Бабу. Во вторую редакцию 1861 года вошли новые стихотворения, включая программный «Альбатрос».

## Структура
Стихотворения разделены на шесть (в издании 1857 года на пять) частей, каждая из которых имеет метафорическое название (Сплин и идеал, Парижские картины, Вино, Мятеж, Цветы зла, Смерть), представляющее собой не простую антологию, а объединяющее произведения в одно целое. Главными темами стихотворений являются, как и часто в лирике этого плана, скука, уныние, меланхолия. Сборник посвящён Теофилю Готье, большая часть стихотворений посвящена Жанне Дюваль, которая работала статисткой в театре.

## Цензура
Первое издание вышло 25 июня 1857 года тиражом 1100 экземпляров. Уже 7 июля начался суд по поводу богохульства и нарушения Бодлером норм общественной морали, подобно процессу против романа Гюстава Флобера «Мадам Бовари» в феврале того же года. 20 августа суд приговорил Бодлера к выплате штрафа в 300 франков, денежный штраф также должен был выплатить издатель, Огюст Пуле-Маласси. Шесть самых «непристойных» стихотворений — «Лесбос», «Проклятые женщины», «Лета», «Слишком весёлой», «Украшения», «Метаморфозы вампира» — были удалены из сборника. Просительным письмом императрице Евгении от 1858 года Бодлеру удалось сократить размер штрафа до 50 франков. Запрет на публикацию был отменён только в 1949 году.

## Влияние
Сборник повлиял на творчество Артюра Рембо, Поля Верлена и Стефана Малларме.
Написана песня «L’Horloge» известной французской певицы Милен Фармер, в основу которой вложен стих из сборника.
Сборник оказывает влияние и на главного героя одноимённых манги и аниме и играет значимую роль в их сюжете.